# アーヴィング・ペン
アーヴィング・ペン（Irving Penn, 1917年6月16日 - 2009年10月7日）は、アメリカ合衆国の写真家。ニュージャージー州ペインフィールド出身。1934年にフィラデルフィアの工芸美術館学校（Industrial Art Museum School）に入学し、アレクセイ・ブロドヴィッチに師事。アレクサンダー・リーバーマンがアート・ディレクターだった『ヴォーグ』に勤める。妻は初のスーパーモデルとして広く認識されているリサ・フォンサグリーヴス。弟は『俺たちに明日はない』などで知られる映画監督のアーサー・ペン。

## 主な写真集
- 『Inventive Paris Clothes, 1909-1939: A Photographic Essay』Viking Press、1978年
- 『Flowers』Harmony Books、1980年
- 『PASSAGE―a work record』リブロポート、1992年
- 『Irving Penn: Photographs』Gingko Press、1996年
- 『アーヴィング・ペン 三宅一生の仕事への視点』求龍堂、1999年
- 『Still Life』Bulfinch Press、2001年